# Districte de La Chaux-de-Fonds

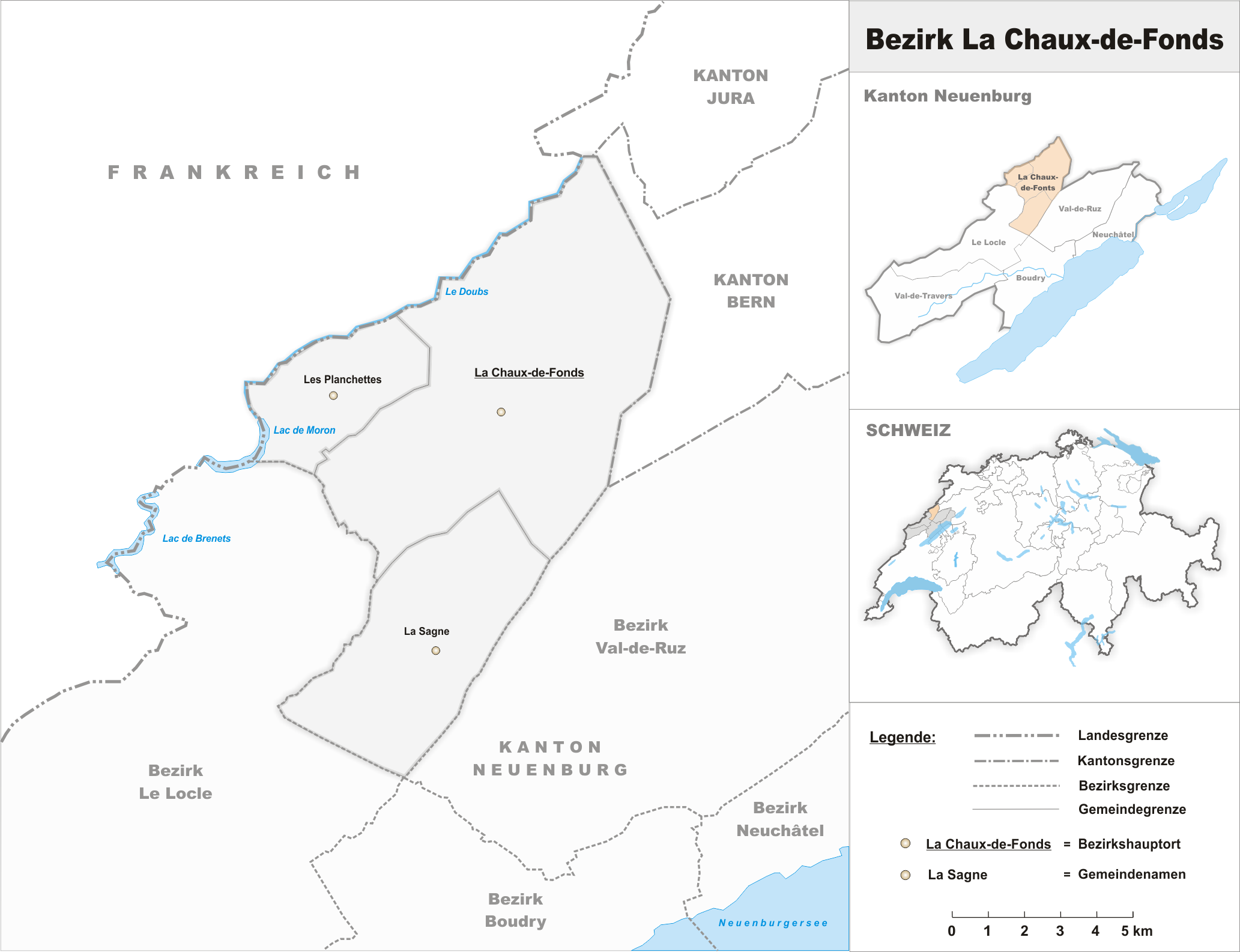
El districte de La Chaux-de-Fonds

El districte de La Chaux-de-Fonds és un dels sis districtes del cantó de Neuchâtel (Suïssa). Té una població de 38218 habitants (cens de 2007) i una superfície de 92,94 km². Està format per 3 municipis i el cap del districte és La Chaux-de-Fonds.

## Municipis
- La Chaux-de-Fonds
- La Sagne
- Les Planchettes